# 蓋特伍德 (密蘇里州)
蓋特伍德（英語：Gatewood）是位於美國密蘇里州里普利縣的非建制地區。

## 歷史
蓋特伍德的郵局於1854年設立，1863年關閉後又於1866年重啟，最終於2001年停運。

## 地理
蓋特伍德所處的海拔為高於海平面169米（即554英呎），而該地所採用的時區為UTC-6，即北美中部時區（CST）。同時該地設有夏令時間，為UTC-6調快一小時，即UTC-5（CDT）。